# Roksana Naserzadeh
Roksana Naserzadeh est une avocate pénaliste franco-iranienne.
Avocate au barreau de Lyon entre 2008 et 2024, elle consacre son travail à la défense des personnes détenues. En mars 2024, elle rejoint le Programme des Nations unies pour le développement (PNUD) en République centrafricaine.

## Biographie
Roksana Naserzadeh naît en Iran. Elle arrive en France en 1987 à l’âge de 12 ans et est naturalisée française,.
Elle prête serment le 12 décembre 2008 et devient avocate au barreau de Lyon. Abolitionniste convaincue de la détention, elle consacre son travail à la défense des personnes détenues. Pour chaque affaire, elle s’attache à explorer la psychologie, psychiatrie, philosophie, sociologie.
En 2010, est finaliste du concours de plaidoiries du Mémorial de Caen avec sa Lettre à Me Nasrin Sotoudeh, avocat au barreau de Téhéran.
Elle est classée parmi les 30 avocats les plus puissants de France par le magazine GQ en 2017 et 2018,.
Roksana Naserzadeh copréside avec l'avocat Éric Jeantet, l’organisation non gouvernementale Prison Insider, qui informe sur l'état des prisons dans le monde. L’ONG lyonnaise a créé Prison Life Index, un indice des conditions de détention.
En mars 2024, elle quitte le barreau de Lyon et rejoint le Programme des Nations unies pour le développement (PNUD) à Bangui en République centrafricaine pour y apporter son expertise juridique.

### Principales affaires défendues
En 2013, Roksana Naserzadeh obtient l’acquittement en appel de Noëlla Hégo, dans l’affaire Stéphane Moitoiret à Lagnieu. Elle était condamnée en première instance à 18 ans de réclusion pour complicité d’assassinat de Valentin Crémault,.
En 2014, elle plaide l’acquittement pour son client, jugé devant la cour d'assises du Rhône pour "coups et blessures volontaires ayant entraîné la mort sans intention de la donner". Elle souligne que la victime aurait pu faire cesser ou échapper à la scène de violence. Le jury conclu que, bien que l'accusé ait commis des violences physiques, aucun élément ne prouvait l'existence d'un "lien de causalité" avec le décès de la victime. Elle obtient la requalification en "violences volontaires ayant entraîné une incapacité totale de travail (ITT) inférieure à 8 jours", délit passible d'une simple amende.
Roksana Naserzadeh assure la défense du violeur multirécidiviste Luc Tangorre avec son confrère nîmois Marc Roux,.